# ازدواج عاشقانه (فیلم ۱۹۷۹)
ازدواج عاشقانه (به انگلیسی: Prem Vivah) فیلمی هندی محصول سال ۱۹۷۹ و به کارگردانی باسو چاترجی است. در این فیلم بازیگرانی همچون آشا پارک، بیندیا گوسوامی، میتون چاکرابورتی، اوتپال دوت و دون ورما ایفای نقش کرده‌اند.